# بنتلی (استرالیای غربی)
بنتلی (به انگلیسی: Bentley) یک منطقهٔ مسکونی در استرالیا است که در City of Canning واقع شده‌است.